# کاپیتان فاسما
کاپیتان فاسما یک شخصیت خیالی در مجموعه فیلم‌های سینمایی جنگ ستارگان است که نقش او توسط گوئندولین کریستی اجرا شده‌است. فاسما که در فیلم جنگ ستارگان: نیرو برمی‌خیزد (۲۰۱۵)، نخستین فیلم در سه‌گانه دنبالهٔ جنگ ستارگان معرفی شد، فرماندهٔ ارتش استورم‌تروپرهای محفل یکم است.

## حضور
- جنگ ستارگان:مقاومت

در فصل دوم ظاهر شد و در برابر چندین خلبان مقاومت به عنوان فرمانده کل ارتش محفل یکم مبارزه می کرد.
- جنگ ستارگان:نیرو بر می خیزد

او، به عنوان فرمانده ی کل ارتش، مجدداً ظاهر شد و حضور با شکوه تری داشت. او در پایان فیلم، توانست از انفجار استار کیلر فرار کند. 
- جنگ ستارگان:آخرین جدای

در نیمه‌های فیلم، با دستگیری فین ظاهر شد. سرانجام، در مبارزه‌ای با سرباز پیشین خود، در آتش یک انفجار مهیب افتاد و جان خود را از دست داد.